# Mégapode de Nouvelle-Guinée
Megapodius decollatus
Espèce
Statut de conservation UICN

 LC  : Préoccupation mineure
Le Mégapode de Nouvelle-Guinée (Megapodius decollatus) est une espèce d'oiseaux de la famille des Megapodiidae.

## Répartition
On le trouve en Indonésie et en Papouasie-Nouvelle-Guinée.

## Habitat
Son habitat naturel est les forêts humides subtropicales ou tropicales.